# Chiesa di Santa Maria Assunta in Cielo (Cisterna di Latina)
La chiesa di Santa Maria Assunta in Cielo è il principale luogo di culto cattolico di Roccasecca dei Volsci, in provincia di Latina, sede vescovile della diocesi di Latina-Terracina-Sezze-Priverno.
L'antica chiesa, invece, era stata fatta costruire dai Caetani, nel 1582 fu elevata al titolo di collegiata e il suo clero fu unito a quello di Ninfa.
N
N
Nel 1790 fu ampliata dall'architetto Cosimo Morelli, che le diede una definitiva forma neoclassica. Aveva due portali d'ingresso, ornati con due stipiti in travertino e un coro in noce, opera di Francesco Giangiacomo, autore fra gli altri di alcuni stucchi e dipinti insieme al pittore velletrano Vincenzo Vilà. Si trovava, dietro l'altare, un dipinto cinquecentesco dell'Assunta, rimaneggiato nel XIX secolo. La chiesa, aveva inoltre sei cappelle, dedicate a: S.S. Sacramento, San Rocco, S.S. Crocefisso, S.S. Salvatore, San Paolo e Santa Teresa.
Oggi, l'interno è stato via via abbellito con opere d'arte di fattura moderna, realizzate in gran parte dallo scultore Angelo Biancini di Faenza. Si segnalano un crocefisso in ceramica sull'abside e il portale in bronzo, fuso nel 1981 che raffigura attraverso un ciclo di bassorilievi, tutti gli eventi principali della storia di Cisterna ed è circondato da una serie di formelle in terracotta, lavori del Biancini (fatiche di Ercole e altri episodi) che riutilizzò in questa occasione stampi e formelle realizzati in precedenza. Recentemente, inoltre, sullo sfondo è stata realizzata una suggestiva volta stellata e dietro l'altare è stata posta una serie di Santi scolpiti nella pietra.
La chiesa porta il titolo di "chiesa madre" della Forania di Cisterna.